# Crítica (periódico)
Crítica fue un periódico argentino publicado en Buenos Aires. Fue fundado por el periodista uruguayo Natalio Botana el 15 de septiembre de 1913. El diario tenía un tono sensacionalista y llegó a ser uno de los más vendidos del país. Dejó de editarse en 1962.

## Historia

### Creación y primeros años
El periodista uruguayo Natalio Botana fundó el diario Crítica el 15 de septiembre de 1913. Esta primera edición se componía de 5000 ejemplares, que Botana había financiado gracias a un préstamo realizado por el gobernador de la Provincia de Buenos Aires Marcelino Ugarte,  perteneciente al Partido Autonomista Nacional. Debido a la cercanía de su director con los políticos conservadores, el diario fue opositor al gobierno del Presidente Hipólito Yrigoyen, titulando "Dios Salve A La República" el día de su asunción.
Desde un principio, el Crítica estuvo dotado de un estilo sin precedentes para la época, con grandes titulares en la portada y abundantes ilustraciones, así como el uso extenso de la jerga lunfarda. El diario también carecía de editor, el carácter populista del diario fue más que nada influenciado por Salvadora Medina Onrubia, futura esposa de Botana.
Los primeros años del diario destacaron por un notorio estado de precariedad. Esta situación llegó al punto de que las oficinas apenas tenían muebles, tanto por falta de fondos como por el hecho de que la redacción constantemente cambiaba de dependencias al no poder pagar los arriendos, de manera similar al de tener que pasar de imprenta en imprenta al no poder cumplir con los pagos. 
Los periodistas del diario tenían que repartir los ejemplares y recibían usualmente su sueldo en la forma de vales. Sin embargo esta situación cambiaría alrededor de 1920 cuando los "canillitas" de La Razón iniciaron una huelga contra el vespertino, empezando al tiempo después a distribuir el Crítica. La circulación del diario rápidamente pasó de apenas 9 mil a 30 mil copias diarias.

### Éxito y esplendor
Para 1921 el diario se convierte en uno de los más leídos de Buenos Aires, adopta la frase de Sócrates del tábano que lo caracterizaría, y al año siguiente pasa a tener dos ediciones (la 5a, que aparecía a las 2 de la tarde y la 6a, que salía a las 8 de la noche). Desde ese momento el diario comienza a ampliar su espectro.
A fines de 1925 adquirió una participación en Radio Argentina. El 26 de febrero de 1926 el diario alcanzaría su cifra récord de ventas, al alcanzar los 900.000 ejemplares diarios con el vuelo del "Plus Ultra", y el 5 de noviembre de ese año se lanza Crítica Magazine, un suplemento cultural en el que escribieron figuras como Roberto Arlt, Raúl González Tuñón, Enrique González Tuñón, Carlos de la Púa, Ricardo M. Setaro, Alfonsina Storni y Ulyses Petit de Murat.
En 1919 tras las huelgas ocurridas en los talleres Vasena el entonces presidente Yrigoyen intenta clausurar el diario por su cobertura del conflicto. Años después durante su segunda presidencia Yrigoyen clausurará nuevamente el diario por varias semanas antes de su caída.
A finales de la década de 1920, el diario Crítica apoyó el regreso de Yrigoyen al poder para el periodo 1928-1934 con la promesa de que se indultara a los presos de la Semana Trágica, pero prontamente se tornó contra él al deteriorarse la situación financiera en 1930, apoyando el golpe de Estado efectuado en septiembre de aquel año. Sin embargo, a partir de 1931 comenzó a distanciarse de los sectores militares luego que éstos desconocieran los resultados de las elecciones efectuadas en abril de dicho año, lo cual posteriormente conllevaría a la suspensión del diario el 30 de abril de aquel mes (clausurándose unos días más tarde) y el posterior encarcelamiento y destierro de Botana, quien es relegado a Madrid. Entre el 8 de agosto de 1931 y el 20 de febrero de 1932 el diario circuló como Jornada, siendo editado por un grupo de figuras civilistas, incluyendo a Agustín Pedro Justo, quien al asumir la presidencia ocuparía al restaurado Crítica como uno de sus principales voceros, denunciando los crímenes de la dictadura y apoyando el estrechamiento de los lazos con Gran Bretaña, aunque también denunció el llamado "fraude patriótico" y la protección que le daban el vicepresidente Julio Roca (h) y los sectores conservadores a la Legión Cívica y otros grupos de choque fascistas.
A diferencia de sus competidores, particularmente en sus primeros tiempos, el Crítica le dedicó grandes recursos a los suplementos, enfatizando su vocación de medio masivo. A partir de 1927 aproximadamente aparece Crítica Magazine, el cual destacó por sus portadas en color. En marzo de 1931, el diario introdujo un suplemento de tiras cómicas en colores y una revista denominada Crítica Multicolor, la cual a partir del 12 de agosto de 1933 pasaría a ser la Revista Multicolor de los sábados, suplemento cultural que duraría hasta octubre de 1934, dirigido por Jorge Luis Borges y Ulyses Petit de Murat. El 17 de marzo de 1932 se lanza el noticiero cinematográfico que convertiría a Crítica en el primer grupo multimedios del país. Tras su breve período administrando Radio Argentina durante la década de 1920, el diario realizó la audición Crítica Oral en Radio Nacional (actual Radio Belgrano) entre 1931 y 1932, y proporcionó material informativo para Radio Rivadavia a partir de 1933, año en que los redactores deportivos del diario, dirigidos por Edmundo Campagnale y Hugo Marini, crearon el espacio Edición Oral Deportiva, el cual se convertiría en el decano de los espacios deportivos de la radiofonía argentina.
Mientras que en el plano interno sus simpatías oscilaban entre el Partido Socialista Independiente y el radicalismo antipersonalista, en cuanto asuntos internacionales mantuvo una férrea defensa de la democracia liberal, un entusiasta apoyo a la Segunda República Española, una postura crítica ante el estalinismo y una visceral oposición ante el fascismo, en especial contra el totalitarismo de Hitler.
En 1928, Botana funda el diario Córdoba en la ciudad homónima, vespertino que se mantendría en publicación hasta mediados de la década del 90, pese a que su vínculo con el Crítica tan sólo duró un par de años hasta la clausura de éste en 1931. En octubre de 1939 apareció El Sol, diario matutino que buscó disputar el liderazgo que mantenían La Nación y El Mundo por aquellos años, pero que cerró en 1942 por la escasez de papel derivada de la Segunda Guerra Mundial.

### Declive durante el peronismo
En agosto de 1941, Natalio Botana muere en un accidente automovilístico, dejando el diario a su familia, la cual no pudo manejar el diario con el vigor que éste le imprimió.
Al igual que con el gobierno de Yrigoyen [cita requerida], el diario también fue muy crítico con la Revolución del 43 y el posterior gobierno del presidente Juan Domingo Perón, convirtiéndose en uno de sus principales opositores, apoyando fuertemente la fórmula Tamborini-Mosca para las elecciones de 1946 pese a las suspicacias del diario respecto de la política expansionista norteamericana. 
El antagonismo entre el diario y el gobierno llega a tal punto que, con motivo de una manifestación peronista en Plaza de Mayo, al pasar una columna de estudiantes frente a la redacción de Crítica y silbarla, un grupo armado apostado dentro del diario, desde un balcón de las oficinas, disparó contra los manifestantes. causando dos muertos, uno de ellos el joven estudiante nacionalista Darwin Ángel Passaponti (de la Unión Nacionalista de Estudiantes Secundarios de 16 años quien murió de forma instantánea. Horas más tarde falleció el estudiante Benito Currá. La batahola dejó además cuarenta heridos.
Luego de una nueva clausura, que duró entre abril y noviembre de 1946, la situación del Crítica se hace cada vez más insostenible, teniendo que lidiar con una persecución política y económica que fue intensificándose, por lo que en 1951 la familia Botana vende el diario a la editorial Haynes. Tras la caída del peronismo, el diario fue adquirido por miembros del Partido Demócrata Nacional que en el pasado fueron cercanos a Botana. Finalmente, dejó de circular el 30 de marzo de 1962.

## Críticay la historieta
El diario constituyó una excepción entre los diarios de habla hispana al  dedicarle gran atención al arte gráfico, empezando en sus primeros tiempos con los dibujos de Diógenes "El Mono" Taborda, considerado como el decano de la caricatura política argentina. 
Entre 1927 y 1928, el joven caricaturista Dante Quinterno dibujó la historieta Don Gil Contento (inicialmente Un Porteño Optimista), cuyo personaje principal le daría la bienvenida al indio Patoruzú, quien aparecería por primera vez en las últimas dos tiras antes de que el artista renunciara por disputas salariales.
Al mismo tiempo, el Crítica empezó a publicar tiras cómicas extranjeras (principalmente del King Features Syndicate), adaptadas al vocabulario local. Entre las numerosas historietas publicadas por el vespertino se hallaron Los Líos de Espagueti y Dedalito (Popeye de Segar), Breves Tragedias de la Vida Moderna (Toots and Casper de Jimmy Murphy), Don Jacobo en la Argentina (Polly and her Pals de Cliff Sterrett), El Gato Colibrillo/El Gato Loco (Krazy Kat de George Herriman), El Ratón Mickey, El Pato Donald y Melodías de Java (Silly Symphony de Walt Disney), Don Gil a Cuadros (Danny Dingle de Bernard Dibble), La Pebeta del Pasaje (Blondie de Chic Young), Tucutá (Benny de J. Carver Pusey), Los Cebollitas y el Capitán (The Captain and the Kids de Rudolph Dirks), El Hombre Relámpago (Flash Gordon de Alex Raymond), Solimán el Mago (Mandrake the Magician de Lee Falk) y Tarzán. No obstante también se le dio espacio a los artistas locales entre los cuales destacaron Rojas, Güevara, Linage y Héctor.
Las historietas llegaron a ocupar dos páginas enteras diarias a mediados de la década del 30, y particular atención se le dedicó al suplemento en colores, que inicialmente se publicaba los sábados en ocho páginas formato sábana, posteriormente llegando a tener dos suplementos de 16 páginas en tabloide: los lunes aparecían las historietas de aventuras, y los miércoles las historietas cómicas. Ambos suplementos se publicaron hasta la clausura sufrida por el diario en 1946, tras lo cual la mermada situación financiera del Crítica ya no permitía sobrellevar este gasto, además de que gran parte de las tiras que publicaba fueron adquiridas por otros diarios.

## Edificio

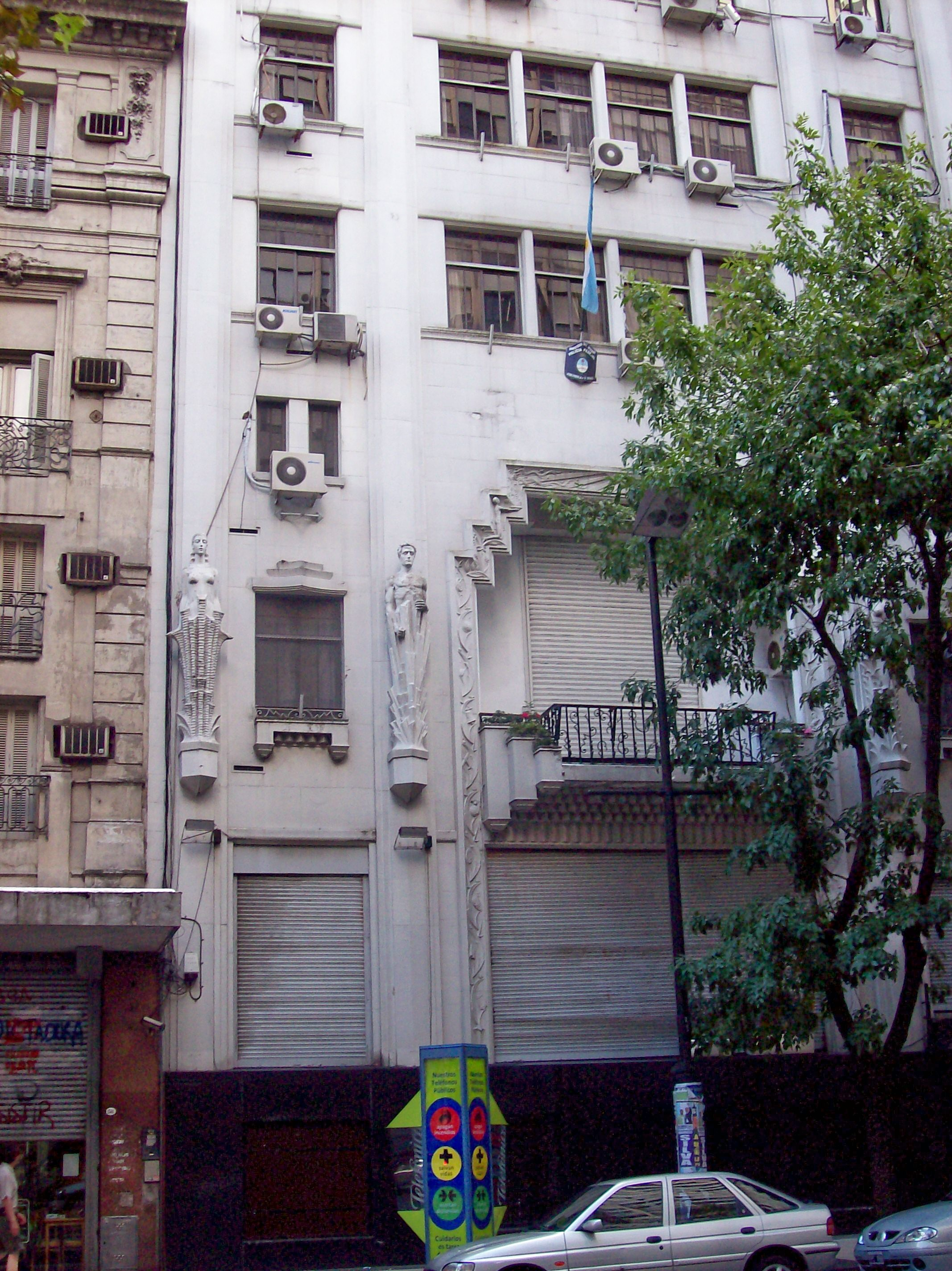
Avenida de Mayo, Buenos Aires. Edificio que fue sede del Diario Crítica.

Aunque la primera sede de la redacción de Crítica se encontraba en la calle Sarmiento al 800, se trataba de oficinas alquiladas. No fue hasta mediados de la década de 1920 que se adquirió uno de los pocos terrenos libres que quedaban en la Avenida de Mayo, más precisamente en el 1333 de dicha arteria, a metros del Congreso de la Nación, con el objetivo de construir el gran "palacio periodístico".[cita requerida]
Para ello, Botana contactó a los arquitectos húngaros Andrés y Jorge Kálnay, quienes en 1926 proyectaron el nuevo edificio. Según algunas fuentes, la obra habría sido en su mayoría diseñada por Jorge, siendo de Andrés solo los ornamentos y decoración de la fachada.
Aunque Botana rápidamente justificó el lujoso edificio como "un palacio para el pueblo", no dejó de tratarse de una excepcional sede con todos los adelantos para la época y algunos detalles extravagantes, como una sala de armas para su dueño y director. En el sótano estaban las maquinarias y rotativas, en el primer piso la oficina del Directorio, en el segundo el despacho de Botana, el salón de actos, la biblioteca y el archivo de Crítica; en el tercer piso la redacción, en el cuarto los grabadores y la administración y en el quinto los talleres. Además, el edificio tenía una serie de consultorios médicos y jurídicos de atención libre, a los cuales se accedía por la entrada posterior en la calle Rivadavia.[cita requerida]
En cuanto a su estilo, el edificio del diario Crítica fue una de las primeras piezas de art decó porteño, y una de las más destacadas junto con las del arquitecto Alejandro Virasoro. Este nuevo movimiento se había gestado en París en 1925, y un año después ya los hermanos Kálnay lo aplicaban a la sede del diario. Jorge Kálnay fue un gran interesado en la cultura y arte precolombinos, y los aplicó al diario Crítica, decorando los pisos con ilustraciones del calendario azteca, y las ventanas con vitrales de motivos solares. La oficina de Botana aparece jerarquizada en la fachada, ya que está retirada del frente, ornamentada con motivos botánicos que aluden al árbol del periodismo, y sus frutos y custodiada por cuatro estatuas.
Otro detalle notable del edificio de Crítica fueron sus puertas corredizas de bronce, de gran grosor, que permitieron salvar al personal del diario en oportunidades de manifestaciones violentas que intentaron atacar la sede.
En la actualidad, este edificio pertenece al Estado Nacional, y aloja a la Superintendencia de Administración de la Policía Federal Argentina.

### Talleres
El segundo edificio perteneciente al diario Crítica fue inaugurado el 1 de diciembre de 1930, y alojó a los talleres auxiliares, en la calle Salta 1915, a pocas cuadras de la Estación Constitución. Proyectado por los arquitectos Pibernat y Loizaga, y colaboración de Virasoro, comparte el estilo art decó distintivo de la sede de Avenida de Mayo, y se destaca por una gran torre que asoma hacia el fondo del terreno, visible desde los alrededores, que aún en la actualidad ostenta el logo del periódico, deteriorado por el paso de las décadas.
En 1997 fue parcialmente ocupado por la Fundación Cinemateca Argentina, y en 2004 fue restaurado por el Sindicato de la Industria Cinematográfica Argentina (SICA), con colaboración del INCAA y la Corporación Buenos Aires Sur, para alojar a su Centro de Formación Profesional.